# PGen
 (juin 2009).
Si vous disposez d'ouvrages ou d'articles de référence ou si vous connaissez des sites web de qualité traitant du thème abordé ici, merci de compléter l'article en donnant les références utiles à sa vérifiabilité et en les liant à la section « Notes et références ».
PGen est un émulateur libre pour PlayStation 2 de la console de jeux vidéo Sega Mega Drive (nommé Genesis sur le marché américain).
Il s'agit d'un projet en open source écrit en C++ et qui utilise le code source de l'émulateur Gens sous Microsoft Windows et Linux. Principalement adapté par Nick Van Veen (Sjeep), l'émulateur a ensuite été amélioré par la suite notamment pour permettre un plus facile accès aux roms des jeux de divers supports. L'émulation est de très bonne qualité, et rapide, compatible avec la plupart des roms, gère le son en stéréo et permet des sauvegardes de l'état d'un jeu à tout moment.